# Temporada 1990-91 de los New Jersey Nets
La temporada 1990-91 fue la decimoquinta de los New Jersey Nets en la NBA, tras la fusión de la liga con la ABA, donde había jugado nueve temporadas, y la decimotercera en su ubicación en Nueva Jersey. La temporada regular acabó con 26 victorias y 56 derrotas, ocupando el duodécimo puesto de la conferencia Este, no logrando clasificarse para los playoffs.

## Elecciones en elDraft
| Ronda | Puesto | Jugador         | Posición  | Nacionalidad   | Universidad |
| ----- | ------ | --------------- | --------- | -------------- | ----------- |
| 1     | 1      | Derrick Coleman | Ala-Pívot | Estados Unidos | Syracuse    |
| 1     | 22     | Tate George     | Escolta   | Estados Unidos | Connecticut |

## Temporada regular
| División Atlántico   | División Atlántico | División Atlántico | División Atlántico | División Atlántico | División Atlántico | División Atlántico | División Atlántico | División Atlántico |
| Equipo               | G                  | P                  | %                  | PD                 | Casa               | Fuera              | Div                |                    |
| -------------------- | ------------------ | ------------------ | ------------------ | ------------------ | ------------------ | ------------------ | ------------------ | ------------------ |
| y-Boston Celtics     | 56                 | 26                 | .683               | —                  | 35–6               | 21–20              | 20-6               |                    |
| x-Philadelphia 76ers | 44                 | 38                 | .537               | 12                 | 29-12              | 15-26              | 14-12              |                    |
| x-New York Knicks    | 39                 | 43                 | .476               | 17                 | 21-20              | 18-23              | 17–9               |                    |
| Washington Bullets   | 30                 | 52                 | .366               | 26                 | 21-20              | 9-32               | 10-16              |                    |
| New Jersey Nets      | 26                 | 56                 | .317               | 30                 | 20-21              | 6–35               | 8-18               |                    |
| Miami Heat           | 24                 | 58                 | .293               | 32                 | 18-23              | 6-35               | 9-17               |                    |

## Estadísticas
| Rk | Jugador         | Edad | P  | PT | MP   | TC  | TCI  | %TC   | T3  | T3I | %T3  | TL  | TLI | %TL  | RO  | RD  | RT   | AS  | RB  | TAP | BP  | FP  | PTS  |
| -- | --------------- | ---- | -- | -- | ---- | --- | ---- | ----- | --- | --- | ---- | --- | --- | ---- | --- | --- | ---- | --- | --- | --- | --- | --- | ---- |
| 1  | Reggie Theus    | 33   | 81 | 81 | 36.5 | 7.2 | 15.4 | .468  | 0.6 | 1.8 | .361 | 3.6 | 4.2 | .851 | 0.9 | 2.0 | 2.8  | 4.7 | 1.0 | 0.4 | 3.1 | 2.9 | 18.6 |
| 2  | Mookie Blaylock | 23   | 72 | 70 | 35.9 | 6.0 | 14.4 | .416  | 0.2 | 1.3 | .154 | 1.9 | 2.4 | .790 | 0.9 | 2.5 | 3.5  | 6.1 | 2.3 | 0.6 | 2.9 | 2.5 | 14.1 |
| 3  | Derrick Coleman | 23   | 74 | 68 | 35.2 | 6.9 | 14.9 | .467  | 0.2 | 0.5 | .342 | 4.4 | 6.0 | .731 | 3.6 | 6.6 | 10.3 | 2.2 | 1.0 | 1.3 | 2.9 | 2.9 | 18.4 |
| 4  | Chris Morris    | 25   | 79 | 68 | 32.3 | 5.2 | 12.2 | .425  | 0.6 | 2.3 | .251 | 2.3 | 3.1 | .734 | 2.7 | 3.9 | 6.6  | 2.8 | 1.7 | 1.2 | 2.1 | 3.1 | 13.2 |
| 5  | Sam Bowie       | 29   | 62 | 51 | 30.9 | 5.1 | 11.7 | .434  | 0.1 | 0.4 | .182 | 2.7 | 3.7 | .732 | 2.8 | 4.9 | 7.7  | 2.4 | 0.7 | 1.5 | 2.3 | 2.8 | 12.9 |
| 6  | Chris Dudley    | 25   | 61 | 25 | 25.6 | 2.8 | 6.8  | .408  | 0.0 | 0.0 |      | 1.5 | 2.9 | .534 | 3.8 | 4.6 | 8.4  | 0.6 | 0.6 | 2.5 | 1.3 | 3.6 | 7.1  |
| 7  | Dražen Petrović | 26   | 43 | 0  | 20.5 | 4.9 | 9.8  | .500  | 0.5 | 1.4 | .373 | 2.3 | 2.7 | .861 | 1.0 | 1.2 | 2.1  | 1.5 | 0.9 | 0.0 | 1.6 | 2.6 | 12.6 |
| 8  | Greg Anderson   | 26   | 1  | 0  | 18.0 | 4.0 | 4.0  | 1.000 | 0.0 | 0.0 |      | 0.0 | 0.0 |      | 4.0 | 2.0 | 6.0  | 1.0 | 2.0 | 0.0 | 1.0 | 4.0 | 8.0  |
| 9  | Jack Haley      | 27   | 78 | 18 | 15.1 | 2.1 | 4.4  | .469  | 0.0 | 0.0 |      | 1.4 | 2.3 | .619 | 1.8 | 2.8 | 4.6  | 0.4 | 0.3 | 0.3 | 0.8 | 2.6 | 5.6  |
| 10 | Terry Mills     | 23   | 38 | 2  | 14.2 | 2.1 | 4.4  | .464  | 0.0 | 0.1 | .000 | 0.8 | 1.2 | .705 | 1.3 | 2.4 | 3.7  | 0.4 | 0.5 | 0.5 | 0.7 | 1.5 | 4.9  |
| 11 | Lester Conner   | 31   | 35 | 2  | 14.0 | 1.7 | 3.2  | .523  | 0.0 | 0.1 | .000 | 0.8 | 1.2 | .690 | 0.3 | 1.3 | 1.6  | 1.7 | 1.1 | 0.0 | 0.8 | 1.1 | 4.1  |
| 12 | Derrick Gervin  | 27   | 56 | 4  | 13.3 | 2.9 | 7.0  | .416  | 0.1 | 0.5 | .250 | 1.6 | 2.0 | .789 | 0.7 | 1.3 | 2.0  | 0.5 | 0.3 | 0.3 | 0.8 | 1.6 | 7.6  |
| 13 | Jud Buechler    | 22   | 74 | 10 | 11.6 | 1.3 | 3.1  | .416  | 0.0 | 0.1 | .250 | 0.6 | 0.9 | .652 | 0.8 | 1.1 | 1.9  | 0.7 | 0.4 | 0.2 | 0.4 | 1.1 | 3.1  |
| 14 | Tate George     | 22   | 56 | 11 | 10.6 | 1.4 | 3.4  | .415  | 0.0 | 0.0 | .000 | 0.6 | 0.7 | .800 | 0.3 | 0.5 | 0.8  | 1.9 | 0.4 | 0.1 | 0.8 | 1.0 | 3.4  |
| 15 | Roy Hinson      | 29   | 9  | 0  | 10.1 | 2.2 | 4.3  | .513  | 0.0 | 0.0 |      | 0.1 | 0.3 | .333 | 0.7 | 1.4 | 2.1  | 0.4 | 0.0 | 0.3 | 0.7 | 1.6 | 4.6  |
| 16 | Kurk Lee        | 23   | 48 | 0  | 5.5  | 0.4 | 1.5  | .268  | 0.1 | 0.3 | .200 | 0.5 | 0.6 | .893 | 0.1 | 0.5 | 0.6  | 0.7 | 0.2 | 0.0 | 0.4 | 0.8 | 1.4  |

## Galardones y récords
| Jugador         | Galardón                                                     |
| Derrick Coleman | Rookie del Año de la NBA Mejor quinteto de rookies de la NBA |